# Coelinidea occom
Coelinidea occom är en stekelart som beskrevs av Henry Lorenz Viereck 1917. Coelinidea occom ingår i släktet Coelinidea och familjen bracksteklar. Inga underarter finns listade i Catalogue of Life.